# Tollaslabda az 1996. évi nyári olimpiai játékokon
Az 1996. évi nyári olimpiai játékokon a tollaslabda versenyszámait július 24. és augusztus 1. között rendezték meg.

## Éremtáblázat
(Az egyes számoszlopok legmagasabb értéke vagy értékei vastagítással kiemelve.)
| Az 1996. évi nyári olimpiai játékok éremtáblázata tollaslabdában | Az 1996. évi nyári olimpiai játékok éremtáblázata tollaslabdában | Az 1996. évi nyári olimpiai játékok éremtáblázata tollaslabdában | Az 1996. évi nyári olimpiai játékok éremtáblázata tollaslabdában | Az 1996. évi nyári olimpiai játékok éremtáblázata tollaslabdában | Olimpia  |
| ---------------------------------------------------------------- | ---------------------------------------------------------------- | ---------------------------------------------------------------- | ---------------------------------------------------------------- | ---------------------------------------------------------------- | -------- |
|                                                                  | Ország                                                           | Arany                                                            | Ezüst                                                            | Bronz                                                            | Összesen |
| 1.                                                               | Dél-Korea (KOR)                                                  | 2                                                                | 2                                                                | 0                                                                | 4        |
| 2.                                                               | Kína (CHN)                                                       | 1                                                                | 1                                                                | 2                                                                | 4        |
| 3.                                                               | Indonézia (INA)                                                  | 1                                                                | 1                                                                | 2                                                                | 4        |
| 4.                                                               | Dánia (DEN)                                                      | 1                                                                | 0                                                                | 0                                                                | 1        |
|                                                                  |                                                                  |                                                                  |                                                                  |                                                                  |          |
| 5.                                                               | Malajzia (MAS)                                                   | 0                                                                | 1                                                                | 1                                                                | 2        |
|                                                                  |                                                                  |                                                                  |                                                                  |                                                                  |          |
| Összesen                                                         | Összesen                                                         | 5                                                                | 5                                                                | 5                                                                | 15       |

## Érmesek
| Az 1996. évi nyári olimpiai játékok érmesei tollaslabdában |                                                                        |                                                                            |                                                                      |
| Versenyszám                                                | Arany                                                                  | Ezüst                                                                      | Bronz                                                                |
| férfi egyes                                                | Poul-Erik Høyer Larsen · Dánia (DEN)                                   | Tung Csiung (Dong Jiong) · Kína (CHN)                                      | Rashid Sidek · Malajzia (MAS)                                        |
| férfi páros                                                | Indonézia (INA) · Rexy Mainaky · Ricky Subagja                         | Malajzia (MAS) · Cheah Soon Kit · Yap Kim Hock                             | Indonézia (INA) · Antonius Ariantho · Denny Kantono                  |
| női egyes                                                  | Pang Szuhjon (Bang Su-Hyeon) · Dél-Korea (KOR)                         | Mia Audina · Indonézia (INA)                                               | Susi Susanti · Indonézia (INA)                                       |
| női páros                                                  | Kína (CHN) · Ko Fej (Ge Fei) · Ku Csün (Gu Jun)                        | Dél-Korea (KOR) · Kil Jonga (Gir Yeong-A) · Csang Hjeok (Jang Hye-Ok)      | Kína (CHN) · Csin Ji-jüan (Qin Yiyuan) · Tang Jung-su (Tang Yongshu) |
| vegyes páros                                               | Dél-Korea (KOR) · Kil Jonga (Gir Yeong-A) · Kim Dongmun (Kim Dong-Mun) | Dél-Korea (KOR) · Na Gjongmin (Na Gyeong-Min) · Pak Csubong (Park Ju-bong) | Kína (CHN) · Liu Csien-csün (Liu Jianjun) · Szun Man (Sun Man)       |